# Princesa de Blamont-Chauvry
A princesa de Blamont-Chauvry é uma personagem da Comédia Humana de Honoré de Balzac. Personagem de fundo, ela é citada em um grande número de romances sem que a vejamos agir. Ela faz parte do cenário do faubourg de Saint-Germain, um bairro rico de Paris, onde é considerada autoridade. Madame Birotteau usa-a como exemplo de pessoa a não se convidar a um baile para seu marido.
Ela educou Antoinette de Langeais, e participa em 1819 do conselho de família reunido para julgar a duqueza.
É considerada a "relíquia mais poética do reino de Luís XV". Este Talleyrand mulher faz e desfaz reputações. É ela que recebe Félix de Vandenesse, sob recomendação de Madame de Mortsauf, lançando assim a carreira do jovem.
Em 1825, ela recebe Madame Firmiani.
Também é citada ou aparece em:
- Le Lys dans la vallée;
- La Duchesse de Langeais;
- César Birotteau;
- Madame Firmiani;
- L'Interdiction.